# La Félicité publique triomphant des dangers
La Félicité publique triomphant des dangers est un tableau réalisé en 1625-1626 par le peintre italien Orazio Gentileschi. De format horizontal, cette huile sur toile est une allégorie de la Félicité publique. Elle la figure sous les traits d'une jeune femme assise sur une balustrade en pierre devant un ciel nuageux. Vêtue en jaune et bleu, elle tient dans sa main gauche un caducée et sous son bras droit plusieurs sceptres et couronnes, dont l'une est ornée de fleurs de lys, renvoyant explicitement à la monarchie française. Initialement installée dans une antichambre décorée par Marie de Médicis au palais du Luxembourg, à Paris, l'œuvre est désormais conservée au musée du Louvre.